# Łysina
Łysina est un village du district administratif de la gmina Łękawica, dans le powiat de Żywiec, en voïvodie de Silésie, dans le sud de la Pologne.  Il se trouve à environ 3 km au nord-est de Łękawica, à 8 km au nord-est de Żywiec et à 61 km au sud de la capitale régionale Katowice. Le village compte 127 habitants.